# Каспер, Крис
Кри́стофер Ма́ртин Ка́спер (англ. Christopher Martin Casper; 28 апреля 1975) — английский футболист и футбольный тренер.
Воспитанник «Манчестер Юнайтед», участник команды «Класс 92». Также выступал за «Борнмут», «Суиндон Таун» и «Рединг». В возрасте 24 лет завершил игровую карьеру из-за серьёзной травмы.
Впоследствии работал главным тренером клубов «Тим Бат» и «Бери», также работал в тренерском штабе клубов «Брэдфорд Сити» и «Гримсби Таун». С 2017 года является спортивным директором клуба «Солфорд Сити».

## Карьера игрока
Родился в Бернли (графство Ланкашир) в семье футболиста «Бернли» Фрэнка Каспера.
В июле 1991 года присоединился к футбольной академии «Манчестер Юнайтед». В 1992 году помог команде выиграть Молодёжный кубок Англии, обыграв в финальном матче «Кристал Пэлас». В той команде, помимо Каспера, сыграли будущие легенды «Манчестер Юнайтед» — Гари Невилл, Ники Батт, Дэвид Бекхэм, Райан Гиггз. 23 января 1993 года 17-летний Каспер подписал профессиональный контракт с «Манчестер Юнайтед». 5 октября 1994 года дебютировал в основном составе «Манчестер Юнайтед» в матче Кубка Футбольной лиги против клуба «Порт Вейл» на стадионе «Олд Траффорд».
В 1993 году Каспер был капитаном сборной Англии до 18 лет, которая выиграла юношеский (до 18 лет) чемпионат Европы. Два года спустя в составе сборной Англии до 21 года сыграл на Тулонском турнире в матче против Малайзии.
В сезоне 1996/97 Каспер провёл за «Юнайтед» 6 матчей. В 1996 году отправлялся в аренду в «Борнмут», в 1997 году — в «Суиндон Таун», ещё через год — в «Рединг». Не смог пробиться в основной состав «Манчестер Юнайтед» и 4 ноября 1998 года был продан в «Рединг» за 300 тысяч фунтов.
Во время игры за «Рединг» в матче Второго дивизиона против «Кардифф Сити» 26 декабря 1999 года получил двойной перелом ноги в столкновении с Ричардом Карпентером. Эта травма завершила его профессиональную карьеру в возрасте 24 лет, и в 2000 году Каспер объявил о завершении карьеры футболиста, так как не смог восстановиться от последствий травмы. В 2004 году Каспер получил компенсацию от Карпентера, который нанёс ему травму, завершившую карьеру. К тому моменту Каспер был тренером юношеской команды «Бери».

## Тренерская карьера
Проходя реабилитацию в Университете Бата Каспер был тренером команды «Тим Бат» вместе с Полом Тилсдейлом. «Тим Бат» дошёл до первого раунда Кубка Англии в сезоне 2002/03.
Затем Каспер стал тренером юношеской команды «Бери». В сезоне 2004/05 стал главным тренером резервной команды «Бери». С сентября 2005 по январь 2008 года был главным тренером «Бери».
В июне 2008 года был назначен тренером юношеской команды клуба «Брэдфорд Сити».
1 декабря 2009 года был назначен ассистентом главного тренера «Гримсби Таун» Нила Вуда. После того, как «Гримсби Таун» выбыл из Футбольной лиги по итогам сезона 2009/10, Каспер покинул должность ассистента главного тренера.
30 июня 2010 года приступил к работе в качестве функционера Премьер-лиги в роли «менеджера по поддержке клубов, работающего с футбольными академиями».
В июле 2017 года был назначен спортивным директором клуба «Солфорд Сити».

## Тренерская статистика
| Бери | Англия | 19 сентября 2005 | 14 января 2008 | 113 | 36 | 33 | 44 | 27,06 |

## Достижения
«Манчестер Юнайтед»
- Обладатель Молодёжного кубка Англии: 1992[2]
- Обладатель Суперкубка Англии: 1994

Сборная Англии (до 18 лет) 
- Победитель чемпионата Европы (до 18 лет): 1993[5]